# Лабазинский сельсовет
Лабазинский сельсовет — сельское поселение в Курманаевском районе Оренбургской области Российской Федерации.
Административный центр — село Лабазы.

## История
Статус и границы сельского поселения установлены Законом Оренбургской области от 2 сентября 2004 года № 1424/211-III-ОЗ «О наделении муниципальных образований Оренбургской области статусом муниципального района, городского округа, городского поселения, установлении и изменении границ муниципальных образований».

## Население
| 2010  | 2012  | 2013  | 2014  | 2015  | 2016  | 2017  |
| ----- | ----- | ----- | ----- | ----- | ----- | ----- |
| 2432  | ↗2442 | ↘2427 | ↘2425 | ↘2414 | ↘2396 | →2396 |
| 2018  | 2019  | 2020  | 2021  |       |       |       |
| ↘2371 | ↘2324 | ↘2311 | ↘2290 |       |       |       |

## Состав сельского поселения
| № | Населённый пункт | Тип населённого пункта       | Население |
| - | ---------------- | ---------------------------- | --------- |
| 1 | Лабазы           | село, административный центр | 1596      |
| 2 | Озёрки           | село                         | 116       |
| 3 | Савельевка       | село                         | 39        |
| 4 | Скворцовка       | село                         | 442       |
| 5 | Суриково         | село                         | 239       |